# Instinct Gate
| Recensione | Giudizio |
| ---------- | -------- |
| AllMusic   |          |

Istincet Gate è il secondo album studio del gruppo musicale norvegese Tidfall, pubblicato nel 2002.

## Il disco
Il disco fu registrato fra il 1º ed il 23 marzo del 2001 e masterizzato il 19 giugno, destinato ad essere pubblicato con la stessa casa discografica del primo disco. Tuttavia Samoth (il proprietario della Nocturnal Art Productions) contattò i Tidfall e disse loro di non avere più tempo da dedicare alla propria etichetta, così il gruppo dovette cercarne un'altra per produrre l'album. La Nuclear Blast si mostrò interessata e pubblicò l'album nel 2002.

## Tracce
1. Children of Man – 5:07 (Abraxas, Tidfall)
2. The Empire of the Pleasures of Flesh – 3:46 (Aftaneldr, Tidfall)
3. My Wrathful Eyes – 4:36 (Aftaneldr, Tidfall)
4. Prophecy Horizon – 5:22 (Aftaneldr, Tidfall)
5. Mind Raper – 4:41 (Aftaneldr, Tidfall, Zarthon)
6. The Key to the Instinct Gate – 8:09 (Aftaneldr, Tidfall)
7. For What the Flesh Holds – 5:14 (Abraxas, Aftaneldr, Tidfall)
8. Domination Complete – 5:08 (Aftaneldr, Tidfall, Zarthon)

## Formazione
- Sorg - voce, basso
- Abraxas - chitarra
- Drako Arcane - chitarra
- Aftaneldr - tastiere, synth
- Zarthon - batteria, cori